# Blood Pressures
Blood Pressures é o quarto álbum de estúdio da banda de indie rock The Kills. Ele foi lançado em 1 de Abril de 2011 na Irlanda, Alemanha, Países nórdicos e Austria, no Reino Unido em 4 de Abril de 2011 e nos Estados Unidos em 5 de Abril de 2011.
O álbum foi gravado no estúdio Key Club em Benton Harbor, Michigan, o mesmo estúdio onde a banda gravou previamente os álbuns No Wow e Midnight Boom.
O primeiro single 'Satellite' foi lançado no iTunes em 31 de Janeiro de 2011 e o vídeo estreou no YouTube em 9 de Fevereiro. 

## Estilo Musical
De acordo com a Q magazine, enquanto o álbum Midnight Boom "estava entre suas raízes Suicide/Velvet" com batidas de hip hop e mais, o quarto álbum traz uma "mudança de velocidade", se direcionando mais para o trabalho de Alison Mosshart, The Dead Weather.

## Faixas
| N.º | Título                    | Duração |  |
| 1.  | "Future Starts Slow"      | 4:05    |  |
| 2.  | "Satellite"               | 4:14    |  |
| 3.  | "Heart Is a Beating Drum" | 4:20    |  |
| 4.  | "Nail in My Coffin"       | 3:32    |  |
| 5.  | "Wild Charms"             | 1:14    |  |
| 6.  | "DNA"                     | 4:32    |  |
| 7.  | "Baby Says"               | 4:28    |  |
| 8.  | "Last Goodbye"            | 3:41    |  |
| 9.  | "Damned If She Do"        | 3:52    |  |
| 10. | "You Don't Own the Road"  | 3:22    |  |
| 11. | "Pots and Pans"           | 4:35    |  |